# آن کیست کز روی کرم با ما وفاداری کند
غزلی با مطلع «آن کیست کز روی کرم با ما وفاداری کند»، غزل شمارهٔ ۱۹۱ از دیوانِ حافظ در تصحیحِ محمد قزوینی و قاسم غنی است.

## در اجراها
محمود محمودی خوانساری در برنامهٔ شمارهٔ ۹ از مجموعهٔ گل‌های تازه این غزل را در دستگاهِ سه‌گاه اجرا کرده است.